# Jules Clévenot
Jules Clévenot est un nageur et un joueur de water-polo français né le 7 juin 1875 à Schirmeck et mort le 11 septembre 1933 à Paris 18e. Il apparaît parfois dans les documents olympiques sous le nom de Devenot.

## Carrière
Licencié à la Libellule de Paris, Jules Clévenot participe aux épreuves de natation aux Jeux olympiques d'été de 1900 à Paris. Il se classe septième du 200 m nage libre et quatrième du 200 m nage libre par équipe. Durant ces mêmes Jeux, en water-polo, il remporte la médaille de bronze avec l'équipe de la Libellule.